# Henri II de Świdnica
Henri II de Świdnica (en polonais: Henryk II świdnicki), né en 1316/1324 et mort entre le 14 aout 1343 et le 28 juin 1345, prince Piast de Silésie qui règne conjointement sur le duché de Świdnica (en allemand: Schweidnitz) avec son frère Bolko II de Świdnica de 1326 à sa mort..

## Biographie
Henri II de Świdnica est le fils cadet de Bernard de Świdnica et de son épouse Cunégonde de Pologne (morte 9 avril 1331/1333), fille du roi Ladislas Ier le Bref de Pologne. Après la mort de leur père il règne conjointement avec son frère ainé Bolko II sur Świdnica du fait de son jeune âge c'est Bolko II qui assume réellement le pouvoir.  Henri II meurt prématurément à une date indéterminée vers 1343/1345 ne laissant qu'une fille unique comme héritière. Son frère Bolko II de Świdnica hérite de ses droits puis du duché de Jauer après la mort de leur oncle Henri de Jawor en 1346.
Bolko II étant lui-même sans héritier, il donne en 1358 sa nièce Anne fille unique d'Henri II en mariage à Charles IV du Saint-Empire il négocie cependant qu'après sa mort qui survient en 1368 le duché de Świdnica reste à titre viager sous le contrôle de son épouse Agnès d'Autriche. À la mort de cette dernière le 2 février 1392, Świdnica est incorporé dans le royaume de Bohême.

## Union et postérité
Vers le 1er juin 1338, Henri II épouse sa cousine germaine Catherine de Hongrie († 1355) une fille de Charles Robert de Hongrie et d'Élisabeth de Pologne dont une fille unique:
- Anne (née en 1339 † 11 juillet 1362) épouse le 27 mai 1353 Charles IV du Saint-Empire

## Articles liés
- Bernard de Świdnica
- Bolko II le Petit
- Duché de Schweidnitz-Jauer

## Sources
- (en) & (de) Peter Truhart, Regents of Nations, K. G Saur Münich, 1984-1988  (ISBN 359810491X),  Art. « Schweidnitz (Pol. Swidnica) , Fürstenberg + Jauer (Pol. Javor) p.  2455.
- (de) Europäische Stammtafeln Vittorio Klostermann, Gmbh, Francfort-sur-le-Main, 2004  (ISBN 3465032926),  Die Herzoge von Schweidnitz und Jauer † 1368 und von Münsterberg † 1428  Volume III Tafel 12.